# Mauveïne

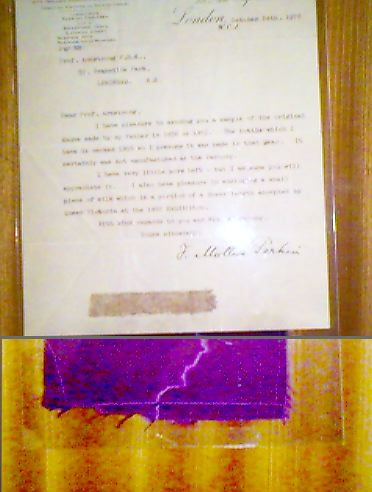
Brief van Perkins zoon met een monster van gekleurde zijde

Mauveïne, ook bekend als paars aniline en Perkins mauve, was de eerste synthetische organische kleurstof.
De chemische naam is 3-amino-2,±9-dimethyl-5-fenyl-7-(p-tolylamino)fenaziniumacetaat. De formule is C26H23N4+X− (mauveïne A) en C27H25N4+X− (mauveïne B, zie hieronder).

## Geschiedenis
Mauveïne is eind maart 1856 per ongeluk ontdekt door de achttien jaar oude student William Henry Perkin, die het antimalariamiddel kinine probeerde te maken op instigatie van zijn chemieprofessor, August Wilhelm von Hofmann. Natuurlijke kinine was maar beperkt beschikbaar en men wist al dat aniline in de chemische formule maar weinig van kinine kon verschillen, hoewel men geen idee had van de complexe moleculaire structuur. Perkin werkte in een eenvoudig laboratorium in zijn eigen woning. In een van zijn pogingen om deze synthese tot stand te brengen, oxideerde Perkin aniline, in de vorm van ruw steenkoolteer, met kaliumdichromaat. Onder deze omstandigheden reageerde het aniline met toluïdine onzuiverheden wat een zwarte vaste stof gaf, een veel voorkomend resultaat in "mislukte" organische synthesen. Terwijl hij zijn kolf schoonmaakte, ontdekte Perkin dat een deel van de zwarte stof oploste in ethanol (spirit of wine) wat een felle paarskleurige vloeistof opleverde, die een effectieve kleurstof voor zijde en ander textiel bleek te zijn: een witte zijden sjaal van zijn zuster kreeg er een mooie paarse kleur van. Dergelijke kleurstoffen waren indertijd zeer zeldzaam

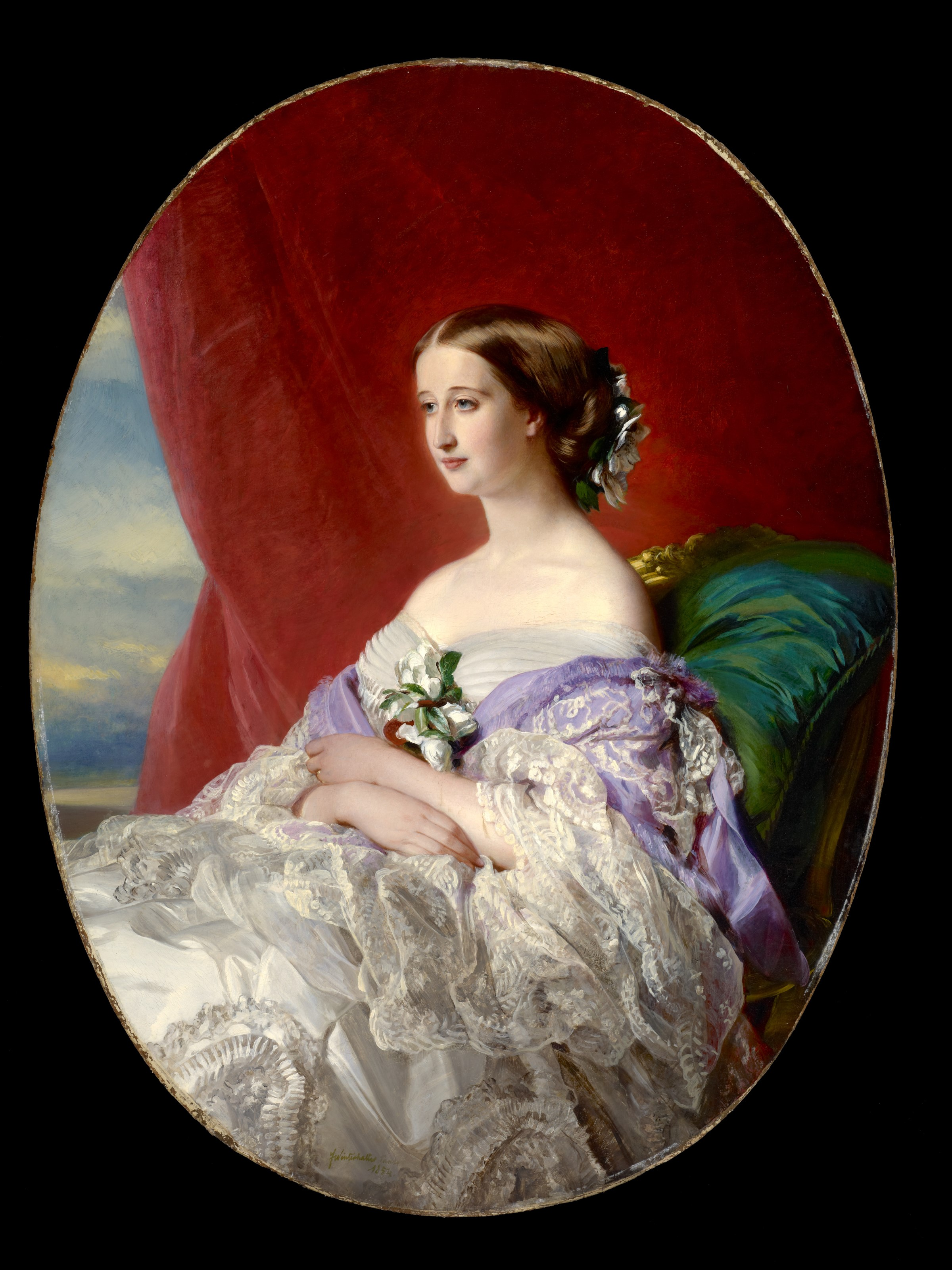
Keizerin Eugénie hield van een paars kleuraccent

Perkin probeerde textielfabrikanten voor zijn ontdekking te interesseren. Midden juni 1856 meldde de Schot Robert Pullar dat hij belangstelling had, mits het kleurend vermogen voldoende groot was zodat de prijs per eenheid product niet exorbitant uitviel. Perkin octrooieerde de nieuwe kleurstof eind augustus 1856. In december 1856 bezocht hij Pullar in Perth. Toen bleek dat de verfstof zich weliswaar eenvoudig hechtte aan zijde maar niet werkte met het normale beitsmiddel aluin om katoen te kleuren. In Londen ontdekte specialist in verfstoffen Thomas Keith dat looizuur hiervoor als hechtmiddel kon worden gebruikt. Perkins vader was hierop bereid om het hele familiekapitaal, zesduizend pond, in het project te investeren, tegen het advies van de meeste experts in. In juni 1857 opende Perkin een verfstoffabriek in Greenford aan het Grand Union Canal ten noordwesten van Londen. Einde dat jaar ging de massaproductie van start. De stof werd oorspronkelijk gemaakt onder de naam Thyrian purple en aniline purple wat verwees naar purper, de naam van een zeer dure natuurlijke, uit weekdieren gewonnen, kleurstof. Overigens had Friedlieb Ferdinand Runge al bijna dertig jaar eerder uit aniline een kleurstof ontwikkeld, onder de naam van aniline black, maar die had maar een matig kleurend vermogen en de tint was niet erg aansprekend zodat het commercieel succes uitbleef. Mauveïne werd zo een van de eerste succesvolle synthetische organische kleurstoffen.

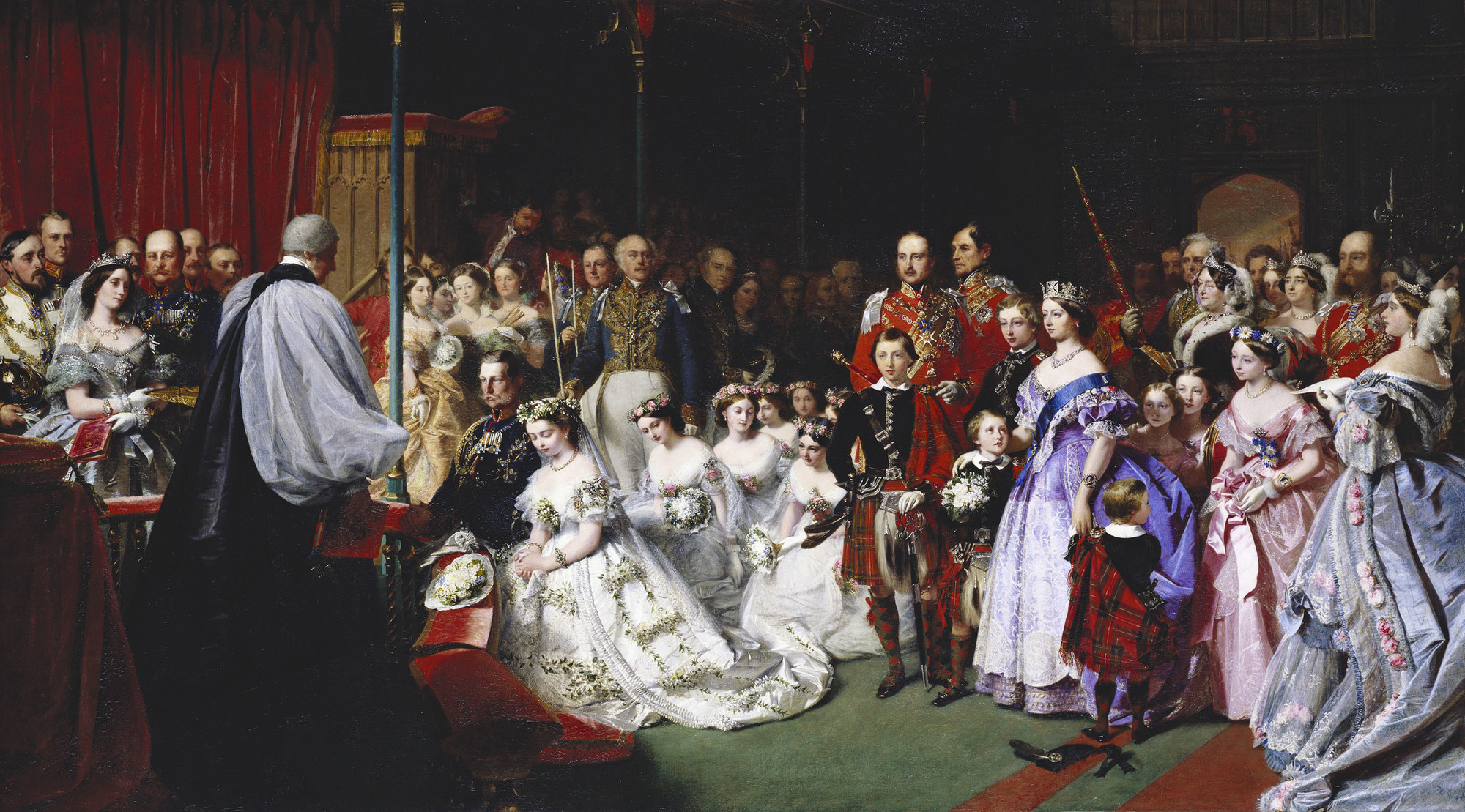
Victoria in een mauve jurk

In het begin had Perkin slechts een zeer beperkte afzet maar hij had het geluk te kunnen profiteren van veranderingen in het modebeeld. In die tijd was Frankrijk toonaangevend in de mode. De Franse keizerin Eugénie de Montijo maakte in 1857 de tint mauve de modekleur. Mauve was de Franse naam voor kaasjeskruid (het geslacht Malva) waarvan de bloemen een roze kleur hebben. Die tint had in eerste instantie niets met Perkins anilinekleurstof te maken. De Franse jurken werden gekleurd door murexide, ook een synthetische organische kleurstof, geproduceerd uit guano. De Franse productie kon de vraag niet bijbenen. Men nam zijn toevlucht tot kleurstoffen gewonnen uit korstmossen. Ook die waren niet in voldoende mate beschikbaar en hadden het nadeel nauwelijks lichtecht te zijn. Een jurk kon maar een paar dagen gedragen worden alvorens te verkleuren. Omdat Perkin zijn uiterste best deed zijn ontdekking te propageren door middel van artikelen en lezingen, werd men zich ook in Frankrijk van het bestaan van zijn anilinekleurstof bewust. In 1858 reisde een Franse delegatie naar Londen en Perth om het procedé te kopen. Perkin wees dit echter af en vertrok zelf naar Parijs om zijn kleurstof te patenteren. Daar bleek hij echter te laat te zijn: volgens Frans recht kon een buitenlands patent slechts gevestigd worden binnen zes maanden na het oorspronkelijke octrooi. Al in 1858 begon een Franse productie van zijn uitvinding. Uiteindelijk pakte dat toch gunstig voor Perkin uit. Om te beklemtonen dat het om een duurzamere kleur ging, verbeterd door een briljante jonge Britse geleerde, noemde men het mauve de Perkin. Daarbij losten de Fransen veel van de productieproblemen op en Perkin stal op zijn beurt weer hun fabricagemethoden.
In 1859 nam Perkin de naam mauve zelf over, waarna chemici het later mauveïne noemden. Intussen was mauve ook in Engeland een modekleur geworden en nu kon ook Perkins productie op gang komen. Al begin 1858 droeg koningin Victoria van het Verenigd Koninkrijk een mauve jurk, zij het niet door mauveïne gekleurd, tijdens het huwelijk van haar dochter Victoria van Saksen-Coburg en Gotha. In 1862 verscheen ze in een Perkin's mauve zijdejurk op de Royal Exhibition. Enkele jaren later was het al uit de mode toen nieuwere synthetische kleuren opkwamen, maar niet voordat Perkin er een fortuin mee verdiende en de grondslag gelegd had voor de moderne chemische industrie. In Perkins tijd was de productie van mauveïne een toch wat moeizaam en onbetrouwbaar proces. Later bleek dat zijn kleurstof zeven componenten kon bevatten.
De U.S. National Association of Confectioners stond mauveïne toe als voedselkleurstof in het begin van de twintigste eeuw. Tegenwoordig wordt de kleurstof niet commercieel meer gebruikt, onder meer wegens carcinogene eigenschappen. Later werk aan chemische kleurstoffen leidde echter ook tot de (onopzettelijke) ontwikkeling van moderne chemotherapie (zie Sulfonamide). De kleurstof is naar moderne normen ook zeer slecht lichtecht.
De kleur van deze kleurstof is bekend van veelvuldig gebruik in matrixdrukkers, populair in het midden van de twintigste eeuw.

## Chemische analyse
Een moderne labprocedure voor de synthese van mauveïne bestaat uit het oplossen van aniline, p-toluïdine en o-toluïdine in zwavelzuur en water (grote overmaat vanwege slechte oplosbaarheid) in ruwweg een 1:1:2-verhouding, gevolgd door toevoeging van kaliumdichromaat.
De moleculaire structuur van mauveïne bleek moeilijk te bepalen en was onzeker tot 1994.

skeletformule van mauveïne A
skeletformule van mauveïne B
skeletformule van mauveïne B2
skeletformule van mauveïne C

Het is eigenlijk een mengsel van vier gerelateerde aromatische verbindingen, welke alleen verschillen in het aantal en de plaatsing van methylgroepen.
A is opgebouwd uit twee moleculen aniline, één p-toluïdine en één o-toluïdine terwijl B elk één aniline, p-toluïdine en o-toluïdine bevat.
Zoals Perkin in 1879 aantoonde, is mauveïne B gerelateerd aan safranines via oxidatieve/reductieve verlies van de p-tolyl-groep. Safranine zelf is een 2,8-dimethylfenaziniumzout, terwijl parasafranine geproduceerd door Perkin waarschijnlijk het 1,8- (of 2,9-)dimethyl-isomeer is.

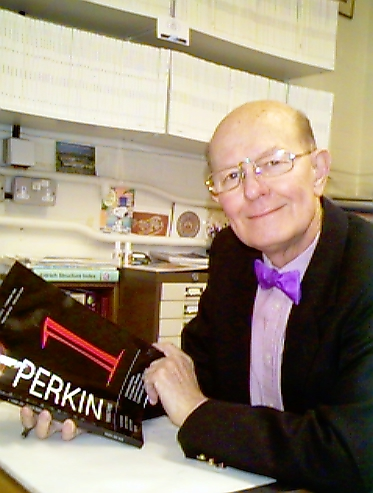
Professor Charles Rees met een strik gekleurd met mauveïne, in zijn hand een RSC-tijdschrift vernoemd naar Perkin

In 2007 werden twee andere mauveïne-componenten geïsoleerd en geïdentificeerd, genaamd mauveïne C (met een extra p-methyl-groep op mauveïne A) en mauveïne B2 (een isomeer van mauveïne B met de methylgroep op een andere arylgroep).